# Doomの公式版
Doomの公式版（ドゥームのこうしきばん）では、最も広く移植されているファーストパーソン・シューティングゲームの1つである『Doom』の公式版について記述する。

## 概要
『Doom』はオリジナルのMS-DOS PC版（1993年12月10日にシェアウェアとして発売された）以降、多くのオペレーティングシステム、据置型ゲーム機、携帯型ゲーム機およびその他のデバイス向けに正式に発売された。
移植の度合いは機種によって異なり、MS-DOS版を忠実に再現した移植版もある一方、ステージデザインやモンスターが大幅に変更されたバージョンもあり、独自の要素が含まれているバージョンもある。 
Doomのソースコードが1997年12月23日に公開された後、いくつかのソースポートは 、オリジナルのPC版を現代のオペレーティングシステム上で実行できるようにするためにファンによって作成された。 
また、ファンの中には関数電卓（TI-Nspireシリーズ）といった特殊な機材に移植する者もいた。

## パーソナルコンピューター

### MS-DOS

#### オリジナル版
Doomは1993年12月10日のMS-DOS向けに最初に発売され、解像度は320x200ピクセルだった。リリースには以下が含まれる。 
- 1.0（1993年12月10日）-初期リリース。 内部プログラム番号はv0.99。
- 1.1（1993年12月16日）-1.0リリースのいくつかのバグの修正。
- 1.2（1994年2月17日）-モデムプレイのサポートと、 新しい難易度「ナイトメア」の追加。
- 1.4（1994年6月28日）、1.5（1994年7月8日）、および1.6（1994年8月3日）はマイナーアップデートであり、テスターのみが利用できた。
- 1.666（1994年9月1日）-改良されたネットワークコードと、デスマッチの新バージョン「Deathmatch 2.0」が含まれている。さらに、エピソード1のマップ4の卍パターンが変更された[2]。
- 1.7（1994年10月11日） -IWADの変更が含まれ、フロントエンドマルチプレイヤーゲームランチャー「DeathManager!」がない。
- 1.7a（1994年11月8日）-サウンドコードの変更とフロントエンドマルチプレイヤーゲームランチャー「DeathManager!」のバージョン1.1が含まれている。
- 1.8（1995年1月23日） -Doom FAQの更新。
- 1.9（1995年2月1日）-最終リリース。

#### The Ultimate Doom
1995年4月30日、ゲームのアップグレード版『The Ultimate Doom』が発売された。本作には、オリジナルの3つのエピソード「Knee Deep In The Dead」「The Shores Of Hell」「Inferno」に加えて、追加の4番目のエピソード「Thy Flesh Consumed」を収録している。

### NeXTSTEP
これは、当時id Softwareがグラフィックエンジンの開発にNeXTcubeを使用していたため、MS-DOS製品が登場したバージョンである。このバージョンは、040 NeXTstation/cube未満では動作が遅く（しかし、メモリ量が多いほどスムーズに動作する）、PC側で追加されたサウンドが欠落している。i486アーキテクチャーに基づくNeXT-Stepにより、新しいハードウェアで最大400％の画面サイズまで、あらゆる条件下でスムーズに動作した。

### OS/2
Doomは、本作とシムシティを移植するためにIBMに雇われた独立請負業者であるジム・トーマスによってOS/2に移植された。成功したバージョンは1994年にOS/2 PMウィンドウで実行されてデモンストレーションされ、最終バージョンである2.19 betaは1997年にリリースされた。 

### IRIX
IRIXへの移植は、1994年の夏にデイブ・D・テイラーが実施した。本移植はIRIX 5.2以降で実行するように設計されていた。IRIX Doomは当初、リリースされていないMS-DOSバージョン1.5に基づいていたが、その後の更新ではバージョン1.6および1.8に基づいていた。SGIの高度なグラフィックハードウェアを利用するための努力は行われていない。他の多くの移植と同様に、ゲームは完全にソフトウェアレンダリングモードでレンダリングされた。 

### Solaris
Doomは1994年後半にSolarisに移植され、Doom 1.8のゲームファイルで実行するように設計された。Readmeでは、この移植は「デイブ・テイラーとid Softwareの他の人々」とクレジットされている。本移植版はSolaris 2.4以降で動作する。ディストリビューションには、通常のX11用とSun DGA用の2つのバージョンが含まれていた。  

### Mac OS
Mac用のDoomは1994年11月4日に発売された。『Ultimate Doom』『Doom II』および『Final Doom』はLion Entertainmentによって移植され、GT Interactiveが発売した本移植作では、Mac OSランチャーアプリケーションを使用してオリジナルのPC WADを実行した。Mac版はSystem 7からMac OS 9で動作し、68040またはPowerPCプロセッサを必要とする。Power Mac上のMac OS Xではクラシック環境で実行できるが、PantherとTigerは、クラシックの最新バージョンにダブルバッファ画面があるため、グラフィックアーティファクト（画面の乱れ）を引き起こす。調整可能なビューポートに加えて、本移植では低・高解像度でのレンダリングに対応し、AppleTalkおよびIPXを介したネットワーク対戦を可能にする。 

### Linux
Doomは、1994年にid Softwareプログラマーのデイブ・テイラーによってLinuxに移植された。最後のLinux Doomバイナリは、1996年10月13日に会社のftpサーバーを介してid Softwareによって提供された。 
Linux版Doomのソースコードは、1997年12月23日に非営利のエンドユーザーライセンス契約に基づいてid Softwareによって公開され、1999年10月3日にGNU General Public Licenseの条件に基づいて再公開された。ゲームのMS-DOSおよびWindows版のソースコードは公開されていない。これは、オリジナルのMS-DOS版で使用されているサウンドライブラリに関する著作権の問題と、id SoftwareがMicrosoft Windows移植版のソースコードにアクセスできないことが原因だった。 

### Microsoft Windows
Windows用Doomの最初のバージョンは、1996年8月20日に「Doom 95」という名前で発売された。本作はWindows 95以降と互換性があり、MS-DOS版のWADを使用できた。また、DOSよりもはるかに簡単にマルチプレイヤーゲームを設定できる。本作は『Final Doom』に含まれている。移植は、ゲイブ・ニューウェルらValveの創設者達によるプロジェクト主導で行われた。 
2001年9月26日、『The Ultimate Doom』『Doom II』『Final Doom』を収録した『Doomコレクターズエディション』が発売された。その後2004年1月1日に『Doom 3』の予告編コンテンツが追加されて再発売された。Doom 3の一部の初期バージョンには、コレクターズエディションとデーモンの小型フィギュアが特典として付属していた。2012年10月15日に発売されたDoom 3の『BFG Edition』には、The Ultimate DoomとDoom IIが収録されている。 
2007年8月3日に、『The Ultimate Doom』『Doom II』および『Final Doom』がSteamで発売された。 Steam版では、MS-DOSエミュレータであるDOSBoxを使用して、ゲームのオリジナルのMS-DOS版を実行する。 

### Acorn RISC OS
Doomは、1998年にR-Comp InteractiveによってAcorn Risc PC用に発売された。数か月以内に、大幅に強化されたバージョン「Doom +」がアップデートとして配信された。そのバージョンは、古いAcorn Archimedesコンピュータで実行され、速度の向上は別としてオリジナルのDOS版にはなかったいくつかの機能が追加されている。これは、Doom、Doom II、The Ultimate Doom、Master Levels for Doom IIおよびパブリックドメインにリリースされた約3000のユーザーステージを含めて提供された。 

## ゲーム機

### セガ32X
32X版『Doom』はセガが開発し、1994年11月21日に発売した。最初の2つのエピソードの18ステージのうち17ステージを備えているが、エピソード3のステージはない。本移植はマルチプレーヤーに未対応で、フルスクリーンでプレイできず、モンスターのフロントスプライトしかない。また、オリジナル版から削除されたステージ数は10であり、これは他機種版の2倍にあたる。 プレイヤーがチートを使用したり、最初のステージ以外から開始してゲームをクリアすると、クレジットが流れた後、 DOSプロンプトが表示され、ゲームがロックされる。同様に、これらのシナリオでは隠しステージにアクセスできない。3番目のエピソードがないため、BFG 9000はチートを使用しないと入手できない。Mega Drive/Genesis YM2612サウンドチップの使用が不十分なため、本移植のサウンドトラックは他の移植版よりも劣っていると考えられており、効果音の多くが欠落している。90年代半ばの殆どのコンソール（ゲーム機）移植版と同様に、ステージはAtari Jaguar版からの移植である。 本移植版には、サイバーデーモン、スパイダー・マスターマインド、スペクターは登場しない。ゲームや設定をセーブする方法はないが、プレイヤーが最初の15ステージのいずれかから開始できるステージ選択オプションが搭載されている。 
1995年、ファミ通はDoomの32X版に40点満点中30点を与えた。

### Atari Jaguar
Jaguar版はアタリによって1994年11月28日に発売された。このバージョンには、 SNESおよび32X版よりも多く3DOおよびGBA版と同じ数のステージがある。PC版の27ステージのうち22ステージを特徴とするが、それらの多くは簡略化されており、2つのステージ（「Tower of Babel」と「Hell Keep」）は、PC版の同名のステージとはまったく異なる 。32X、SNES、3DO版とは異なり、本移植のゲームディスプレイは、下部に不透明なステータスバーがあるがフルスクリーンで表示される。ゲームはかなり一定で流動的なフレームレートで実行される。ステージはより複雑な照明効果を使用するが、床の深さと天井の高さの変動は少なくなっている。本移植にはサイバーデーモン、スパイダー・マスターマインド、スペクターが欠けている。本移植は2人のプレイヤーがデスマッチをプレイするためのコンソール用ネットワークデバイス「JagLink 2」と互換性がある。Jaguar版は、ゲームプレイ中の音楽はないが、新しい楽器でタイトルテーマと幕間音楽を再生する。ゲームの設定とステージの進行状況はオートセーブされ、プレイヤーは最後に到達したステージまで新しいゲームを開始できる。特定の武器を装備するために武器を何度も持ち替える必要はなく、プレーヤーはコントローラーの数字パッドの対応するボタンを押すことで武器を選択できる。 
Next Generationは5つ星のうち4つを付け、「これまでに見た中で間違いなく最高のジャガー作品」と呼んだ、 

### Super NES
DoomのSuper NES（SNES）版は、Sculptured Softwareによって開発され、1995年9月1日にウィリアムス・エンターテインメントによって発売された。主席プログラマーのランディ・リンデンは、移植用に新しいゲームエンジン「Reality engine」を作成した。ゲームは使用可能スーパーFX GSU-2チップ（多くの場合、スーパーFXチップ2と呼ぶ）を利用しており、またカラーカートリッジを特徴とするいくつかのSNESゲームの一つであった： Doomはアメリカでは赤のカートリッジ、ヨーロッパでは黒または標準の灰色のカートリッジ、オーストラリアでは、赤、黒、または灰色のカートリッジだった。 
DoomのSNES版は、Jaguar版では欠落していたPC版の5ステージすべてを備えているが、代わりに別の5つのステージのセットがない。また、Sega 32X版のようにコンソール専用のステージはない。収録ステージは、他の移植版よりもPCのステージに似ている。本移植は、1990年代に発売されたDoomでPC版のオリジナルのシークレットステージとボスステージの3つすべてを備えた唯一のコンソール移植版でもある。Sega 32X版と同様に、プレイヤーのヘッドアップディスプレイは画面全体を利用せず、敵は正面からのみアニメーション化されるため敵は常にプレーヤーの方を向いている。これにより同じタイプのモンスターが発射体でお互いにダメージを与える可能性はあるが、モンスターの内紛を不可能にする。床と天井はテクスチャマッピングされておらず、また本移植版には、バッテリーバックアップセーブとパスワードシステムの両方がないため、各エピソードは最初から完了する必要がある。マルチプレイヤーは、2プレイヤーのデスマッチに対応するXBANDモデムが使用された場合にのみプレイ可能だった。本移植版には敵モンスターのスペクターがいない（通常のデーモンモンスターに置き換えられている）。ただし、Jaguar、セガ32X、3DO版にはいないサイバーデーモンとスパイダー・マスターマインドのボスモンスターが登場する。北米版とPAL版では、ゲームのエピソード選択画面から選択する場合、エピソード2は「I'm Too Young to Die」と「Hey, Not Too Rough」の難易度ではプレイできず、エピソード3は「Ultra-Violence」と「Nightmare」でのみプレイできるが、「Hurt Me Plenty」難易度でエピソード2をクリアした場合、その難易度でエピソード3もプレイすることができる。ただし、日本版では3つのエピソードすべてを任意の難易度でプレイできる。 
オートマップ表示は、スーパーFXチップ２の回転およびスケーリング機能を利用しており、プレイヤーが矢印で描かれるのではなく、マップ全体がプレイヤーの位置を中心に回転する。ハードウェアの制限により、血しぶき、煙、弾丸の火花などの粒子は存在しない。チェーンガンは一発ずつ発砲が可能（PC版は2発ずつ）だが、1つの弾丸を消費しても効果音は2倍になる。 さらに、ショットガンはPC版のように一発ごとに7つの弾丸が発射されるのではなく、狩猟用ライフルのように機能する。これにより、プレーヤーは弾丸の威力を低下させることなく、遠くからショットガンで射撃することができる（敵のショットガンで撃たれる時も同様）。本移植版は、SNESマウス周辺機器に対応している。 
Super NES版のレビューはほとんどが否定的なものであった。エレクトロニック・ゲーミング・マンスリーは、本移植版に10点満点で5.375のスコアを付けた。彼らのレビュアーの2人は、本移植版は「まとも」であるが他のDoom移植版より明らかに劣っているとした一方で、他の2人はそれを他の移植版と比較せずとも、悪いゲームだと感じたと述べている。彼らは特に、遠くにいる敵はピクセル化されすぎて見えないため、「まったく理由もなく撃たれているようだった」と批判した。 彼らは「優れた」音楽を一つの強みとして挙げた。Next Generationのレビュアーも同様に、敵は中～遠距離で非常にピクセル化されているために彼らが背景に溶け込んでいると不平を述べている。彼はまた、何が起こっているのかを見分けるために「絶え間なく目を細める」ことが必要になるためグラフィック全般を批判し、操作性を「貧弱で鈍い」と呼んだ。前世代のコンソール向けのDoomの移植版を制作することは全く見事な技術的成果であることを認めながら、本移植版は価値がないと判断し、5つ星のうち2つをつけた。GameProのThe Ax Grinderは代わりに、遠くのオブジェクトはシャープでクリアに見え、非常にピクセル化されて見えるのは近くにあるオブジェクトであると述べた。 彼は、コントロールが反応しないためゲームはほとんどプレイできないと述べ、Super NES版に一般的に否定的な評価を下した。 

### PlayStation
DoomのPlayStation版は、ウィリアムス・エンターテインメントによって開発および発売され、1995年11月16日に発売された。本移植版は開発に6か月を費やした。これは、オリジナルのPC版に続くゲームのベストセラー版の1つであり、数回にわたって再発売された。最初に、米国で少なくとも15万本以上売れたことを示す「Greatest Hits」として再発売され、PAL地域で当該地域で60万本以上売れたことを示す 「Platinum Range」としても再発売された。 
PCオリジナルからの変更には、難易度「ナイトメア」の削除、および進行状況が（各ステージの最後に与えられる）パスワードによってセーブされるようになっている。パスワードは弾薬と体力のステータスも保存するが、それらの数は四捨五入される。この移植版は合計59ステージを収録している。内訳はDoomのPC版から23ステージ（Jaguarと32X版と同じように多くが編集されている）、Jaguar版用に設計された2ステージ、ミッドウェイチームが設計した新しい6ステージ、『The Ultimate Doom』のエピソード４の5ステージおよびDoom IIの23ステージである。他の1990年代に発売されたDoomの移植作とは異なり、DoomのPC版の全ての敵が登場する。ただし、Doom IIの敵モンスター、アーチ＝ヴァイルは登場しない。ゲームデザイナーの1人であるハリー・ティーズリーによると、これはアーチ＝ヴァイルが他のモンスターの2倍のフレームを持っていたためであり、チームはPlayStationで「彼に公平にすることができない」と感じたためであるという。ただし、新しいモンスター、ナイトメア・スペクターが登場する。ティーズリーによれば、これは変化を持たせPlayStationの性能を利用するために含まれた。オリジナルのシリアルI/Oポートを使用して2つのコンソールがリンクされ、各コンソールにコントローラーとDoomディスクが挿入されている場合、2人プレーヤーのデスマッチモードと協力マルチプレイヤーモードがPlayStationで使用できた。 
技術的な制限により、多くのテクスチャのサイズが縮小された。その結果、マグショットはPC版のものとは異なるように見える。実際、これは同じアニメーションスプライトであるが、側面から押しつぶされている。新しいグラフィックと視覚効果の小さな選択が導入された。これらは、セクターベースの着色光、炎で満たされたアニメの空、そしてプレイヤーキャラクターの致命的な攻撃を受けた時ドゥームガイの頭が吹き飛ぶ様子を示す新しいマグショットのアニメーションが含まれる。本移植版で初めて、半透明のスペクターがカスケード効果なしで描画されている（暗い影のナイトメア・スペクターを含む）。ボビー・プリンスによるオリジナルの音楽は、オーブリー・ホッジスによる新しい曲に置き換えられた。効果音と吹き替えもホッジによって完全にやり直され、特定のステージの一部では、エコー効果が追加された。エンディングとDoom Ⅱの二回目の幕間を除いてストーリーテキストはすべてカットされており、後者は代わりに『Ultimate Doom』の最後に表示される。ボーナスステージは、ヘルスポーションで一杯のナイトクラブでダンスフロアとダンスケージでデーモンが攻撃して来るステージ「club doom」である。 
1996年10月1日には、『Master Levels for Doom II』と『Final Doom』のステージを収録した移植版が『Final Doom』という名前でPlayStation用に発売された。Final DoomのPlayStation版には、Master Levels for Doom IIの13ステージ、TNT：Evilutionの11ステージおよびThe Plutonia Experimentの6ステージを収録している。DoomのPlayStation版と同様に、Final Doomはパスワードを使用する。DoomのPlayStation版とは異なり、Final Doomでは周辺機器のPlayStationマウスに対応している。
批評家からは、PlayStation版が最高の移植版であるという称賛が寄せられた。GameProのマイク・メジャーは、4つのカテゴリ（グラフィックス、サウンド、操作性、FunFactor）のすべてで満点を付け、これは単なる変換ではなく、大幅に作り直され「戦闘に疲れた殆どのDoomプレイヤーさえも驚かせるほど十分に新しい工夫とひねりを備えた」包括的なエディションであると指摘した。彼はDoom IIの追加、追加ステージ、以前のコンソール移植版と比べてはるかに滑らかなグラフィック、クリアな効果音、「恐ろしい」音楽、正確な操作性を称賛した。Maximumのレビュアーは、本移植版の最も価値のある側面が膨大な数のステージ、機銃掃射用のショルダーボタンの使用、および「大幅に改善された」オーディオであることを発見し、星5つのうち5つを与えた。Next Generationのレビュアーは、PlayStation版がその高いフレームレート、印象的な照明効果、反応が早い操作、デスマッチ機能、およびDoom II及びUltimate Doomのステージの算入により、「32X、Jaguar、特にSuper NESのこれまでの努力を圧倒することに成功した」と述べた。彼は壁が「やっかいである」こと、そしてDoomの移植版のレビューに疲れ果てたように感じると不満を述べ、5つ星のうち4つ星を付けた。Next Generationの1996年のPlayStationゲームの概要で、満点の5つ星を付けた。IGNは10点満点中7点を付け、高いフレームレート、印象的な照明効果、PlayStationリンクケーブルの使用、Doom IIコンテンツの算入を挙げた。しかし、彼らはゲームが古くなっていると批判した（レビューはPlayStation版が発売されてからまる1年後に公開された）。GameProは本作に1995年のBest PlayStation Gameを授与した 

### 3DO Interactive Multiplayer
3DO版はLogicwareの支援を得てArt Data Interactiveによって開発され、1996年に3DOによって発売された。Jaguar版と同じステージセットとオートセーブ機能を備えているが、マルチプレイヤーモードがない。このバージョンは小さな画面で低いフレームレートで実行されるが、画面サイズをさらに縮小するオプションが含まれているため、ゲームをより速くスムーズに実行できる。他の移植版で見られるいくつかのエフェクトはないが、リミックスされたオリジナルの音楽を特徴とするアップデートされたサウンドトラックがある。サイバーデーモンとスパイダー・マスターマインドはいないが、スペクター（Jaguar、SNES、32X版にはいない）は登場する。3DO版は元々PC版を超えることを目的としたより野心的なプロジェクトであったが、開発地獄の泥沼に2年間はまった後、プログラマーは10週間で基本的な移植版を作成するように契約された。2014年12月、3DO版のソースコードが公開された。 
Maximumは、本移植版のPAL最適化の欠如、大きな境界線、最小の画面サイズでも途切れ途切れのフレームレート、特徴のないカラーパレット、特徴のない音楽、およびロード時間のため、この移植版を徹底的に酷評した。彼らはフレームレートと（ゲームの）減速がゲームをあまりにも簡単にしていると付け加え、「大量のモンスターが到着した時、あなたが射撃準備して発砲する長い間を持てるほどゲームが遅くなる」と述べた。彼らの唯一の賞賛は直感的で効果的な操作設定であり、本移植版に5つ星のうち1つを与えた。GameProは本作を「これまでで最悪のDoomのコンソール版」と呼んだ。 

### セガサターン
PlayStation版をベースとしてDoomはRage Softwareによってセガサターンに移植され、1997年にGT Interactiveによって発売された。同じステージ、敵、構造およびPlayStation版のほとんどの効果音と音楽が含まれているが、この移植版には多くの違いと後退がある。フレームレートが大幅に低下し、アニメーションが遅くなり、エコー効果とセクターベースのライティングが失われ、敵モンスターのスペクターとナイトメア・スペクターには半透明のテクスチャがなく、代わりに通常のデーモンのシースルースプライトで描画される。そして、特定のステージの灼熱の地平線のアニメーションは通常Doom IIの都市の地平線に置き換えられてなくなっている。本移植版の主任プログラマーであるジム・バグリーは、当初は当時のハイエンドPCと同等のパフォーマンスを発揮するハードウェアアクセラレーションエンジンをプログラミングしたが、id Softwareはレンダリングプロセスで生じるテクスチャの歪みによりエンジンの使用を許可しなかった結果、最終版は完全にソフトウェアベースのレンダラーを使用したと後に説明した。 
このバージョンは、サターンアナログコントローラおよびサターンマウスと互換性がある。 ただし、マウスを使って攻撃したり、オートマップにアクセスしたり、手動で武器を変更したりすることはできない（すべてのバージョンのDoomと同様に、プレイヤーキャラクターは新たな武器を取得した際に自動的にその武器を装備し、現在の武器の弾薬が枯渇した場合は別の武器に切り替える）。 
米国版では、パッケージ裏のスクリーンショットは実際にはFinal DoomのPC版のものであったり、同作が「デスマッチ対応」と主張は実際には1人プレイヤーのみといったいくつかの誤りがある（デスマッチと協力マルチプレイヤーモードは、日本とPAL版でのみ存在する。ただし、Pal地域ではこれらのモードをプレイするために必要なサターンリンクケーブルがPAL版で発売されていなかった ）。 
ゲームの日本版は、北米や欧州版に比べてわずかにスムーズなフレームレートを持っているが、プレイステーション版のフレームレートより大幅に低い。 
セガサターン版は一般的に否定的な評価を受け、ほとんどのレビュアーはPlayStation版の品質をはるかに下回ると考えていた。最も一般的な批判は、低いフレームレートと、PlayStation版で見られる特定のグラフィック要素の欠如であった。Doom移植作（のレビュー）に疲れたレビュアーも引き続きレビューを行っており、Jeff GerstmannはGameSpotで10点満点中3.1点と評価した。セガサターンマガジンは移植版に56％のスコアを与え、レビュアーはそれを「古典的なゲームの息をのむほど悪い変換」と表現し、サターンの2Dレンダリング性能を考慮するとゲームのパフォーマンスの悪さは言い訳できないと判断し、以前の32X版とJaguar版は、それほど高くはない性能で発売されたにもかかわらず、はるかに優れていたと感じたとしている。GameProは、サターン版がPCおよびPlayStation版よりも明らかに劣っている一方で、絶対的には楽しいものであり、「速度の重要な例外を除いて、ほとんどのカテゴリでPlayStation版を模倣することに成功している」と判断して、それほど憤慨してはいなかった。 

### ゲームボーイアドバンス
Doomのゲームボーイアドバンス（GBA）版は、David A. Palmer Productionsによって開発され、2001年11月5日に発売された。本作ではエンジンは実際に移植されているため、Jaguar版と同じステージセットを特徴としている。 
Doom IIのゲームボーイアドバンス版は、Torus Gamesによって開発され、2002年11月8日に発売された。Doom IIの全ステージを搭載し、「Industrial Zone」「The Chasm」のステージレベルは実際には2つの別々のステージに分割されている。 
両方のGBA移植版は、PC版と同じマルチプレイヤー機能を搭載している。これらは、Doomの携帯型ゲーム機初の移植だった。DoomとDoom IIの両方が他の移植版よりもはるかに多くの検閲を受けた（モンスターの血の色は赤ではなく緑になり、モンスターの死体は死後数秒で消える。Doom IIの両方のシークレットステージにおいて卍の旗と壁は『Return to Castle Wolfenstein』を連想させる様式化された双頭の鷲に置き換えられ、アドルフ・ヒトラーの絵もヴィルヘルム・ストラッセの絵画に置き換えられた。またステータスバーの顔は出血しない）。そのため、 ESRBからTeen評価を受けた。 

### Xbox
2005年に発売されたDoom 3の限定コレクターズエディションには、「Sewers」と「Betray」という2つの新ステージを含む、『Ultimate Doom』と『Doom II』の移植が含まれている。Xbox Liveを通してではなく、PC版と同じマルチプレーヤーを搭載している。両方のゲームのPC版の全ステージが収録されている。ただし、Jaguar、PlayStation、3DO、セガサターンの各移植版で登場したゲーム機のみの8つのステージは省かれている。この移植版はVicarious Visionsによってプログラムされた。拡張パック『Resurrection of Evil』には、『The Ultimate Doom』『Doom II』および『Master Levels for Doom II』も収録されている。 

### Xbox 360
2006年9月27日に、DoomはXbox LiveアーケードでXbox 360向けにダウンロード発売された。ゲームには、 『The Ultimate Doom』の4つのエピソードに加えて、 Xbox Liveを介したオンラインでの協力モードとデスマッチモードが搭載されている。Xbox版と同様に、以前の移植版で登場したコンソールのみのステージは含まれていない。11画面サイズをサポートし、以前のコンソールの移植版よりも高いグラフィック解像度を備えている。バグのため、音楽の再生速度が遅くなっている。Nerve Softwareによってプログラムされたこの移植版は、Vicarious Visionsのクレジットしており、Xbox版とコードを共有している可能性がある。本移植版にはチートはない。 
2010年、ゲームはXbox Liveマーケットプレイスから削除された。ゲームのパブリッシャーであるアクティビジョンがマーケットプレイスでの本作の販売権を失ったためであるが、2012年1月20日より『Doom Ⅱ: Hell on Earth』のXbox Live Arcade版を発売したベセスダ・ソフトワークスによって再発売された。  
どちらのゲームもXbox Oneとの後方互換性があり、Xboxストアから購入できる。『Doom 3: BFG Edition』のディスクが、そのタイトルに含まれているゲームのパックインバージョンの代わりにコンソールに挿入された場合にもダウンロードされるが、ディスクの再生が必要となる。これらは、2016年のリブートの予約特典としても提供された。 
Doom 3 BFGエディションには、The Ultimate DoomとDoom II：Hell on Earthが収録されている。その後、Doom Classic CompleteがPlayStation Networkで発売された。これには、The Ultimate Doom、Doom II：Hell on Earth、Master Levels for Doom IIおよびFinal Doomが含まれ、最後の2つは完全にコンソールに初めて登場する。 

### 25周年記念版
DoomとDoom IIは、フランチャイズの25周年を記念して、QuakeCon中の2019年7月26日にPlayStation 4、Nintendo Switch、Xbox One、AndroidおよびiOS向けにリリースされた。 
リリース当初にはプレイするためにユーザーがBethesda.netアカウントにサインインする必要があったため、ベセスダはこのバージョンに追加のデジタル著作権管理が含まれていると主張され批判を受けた。後にベセスダはこれは必須ではなく、Doom用サービスの「Slayers 'Club」プログラムで報酬を受け取るためのオプションのリンクであり、必須のログインはパッチで削除されると述べた。 

## 他のデバイス

### Tapwave Zodiac
Doom IIのバージョンは、 Tapwave Zodiac用に2004年にリリースされ、オリジナルのDoom WADを必要とするソースポートもリリースされた。 このバージョンには、オリジナルのPC版の32ステージすべてと、オリジナルのすべての敵、音楽、武器などが含んでいる。また、1人称視点を拡大して画面全体に表示するものも含む9種類の異なる画面サイズを切り替えるオプションも保持している。また、難易度「ナイトメア」モードでリスポーンしたモンスターを含むDoomの最初のコンソールバージョンである。マルチプレイヤーには対応していない。 

### iOS
Doom Classicという題名でDoomの公式移植作がiOSデバイス向けに2009年に配信された 。Doom Classic iOSは、Id Softwareの元開発者であるジョン・カーマック自身が手掛けた数少ない公式移植作の1つであり、 PrBoomソース移植に基づいている。 
このバージョンのDoomは、新しいバージョンのiOSのサポート更新されていないため、iOS App Storeの25周年記念バージョンに置き換えられた。 